# Яблонево (Полтавская область)
Яблонево (укр. Яблуневе) — село,
Яблоневский сельский совет,
Оржицкий район,
Полтавская область,
Украина.
Код КОАТУУ — 5323688201. Население по переписи 2001 года составляло 598 человек.
Является административным центром Яблоневского сельского совета, в который, кроме того, входят сёла
Загребелье,
Залужное и
Пилиповичи.

## Географическое положение
Село Яблонево находится на правом берегу реки Гнилая Оржица,
выше по течению на расстоянии в 5 км расположено село Овсюки (Гребенковский район),
на противоположном берегу — сёла Загребелье и Тимки.

## История
Сотенное местечко Лубенского полка, с 1781 г. Золотоношский уезд Киевского намесничества, с 1802 Лубенский уезд Полтавской губернии
Успенская церковь известна с 1780 года
Село указано на карте частей Киевского, Черниговского и других наместничеств 1787 года

## Экономика
- Агрокомпания «Агромир».
- ФХ «Яблонево».

## Объекты социальной сферы
- Школа.
- Дом культуры.

## Известные люди
- В селе родился Н. А. Баран — врач, организатор здравоохранения.
- Власенко, Сергей Платонович — Герой Советского Союза.